# 5 Batalion Artylerii Fortecznej (austro-węgierski)
Batalion Artylerii Fortecznej Nr 5 – oddział artylerii fortecznej cesarskiej i królewskiej Armii.

## Historia oddziału
W 1908 3. batalion Morawsko-Galicyjskiego Pułku Artylerii Fortecznej Nr 2 w Krakowie, został detaszowany do Trydentu (niem. Trient), w okręgu 14 Korpusu. 4. kompania została podporządkowana komendantowi 3 Brygady Artylerii Fortecznej w Trydencie. Komendantem batalionu był major Johann Gloss, który w następnym roku został przeniesiony do Galicyjskiego Pułku Artylerii Fortecznej Nr 3 w Przemyślu na stanowisko komendanta 2. batalionu i mianowany podpułkownikiem.
20 stycznia 1909 3. batalion został przeformowany w Morawsko-Galicyjski Batalion Artylerii Fortecznej Nr 5. Batalion został podporządkowany komendantowi 3 Brygady Artylerii Fortecznej w Trydencie. Jednostka otrzymywała rekrutów z okręgu 1 Korpusu.
Od początku istnienia oddziału do 1918 pełnili w nim służbę: kapitan rachmistrz wojskowy Gustav Mohnert i porucznik prowiantowy Fridolin Lassner. W pierwszej obsadzie oficerskiej znalazł się m.in. kpt. Stanisław Prochaska, późniejszy podpułkownik, a przydział w rezerwie otrzymali podporucznicy: Leon Harasiewicz, Lucjan Myciński (ur. 20 maja 1884), późniejszy major samochodowy Wojska Polskiego i dyrektor huty Batory, Wincenty Ledóchowski, późniejszy kapitan artylerii Wojska Polskiego, Józef Łukawski (ur. 1879), późniejszy porucznik artylerii Wojska Polskiego, Klaudiusz Filasiewicz, późniejszy kapitan artylerii Wojska Polskiego oraz kadeci: Leopold Stuhr (ur. 22 grudnia 1884, zm. 6 listopada 1961), późniejszy kapitan artylerii inżynier Wojska Polskiego i Bolesław Paykart, późniejszy major artylerii Wojska Polskiego, Władysław Róg (ur. 18 kwietnia 1880 w Komarnie), major audytor Wojska Polskiego, doktor praw, adwokat we Lwowie, zamordowany w 1940 na terytorium Ukrainy. W 1911 służbę w batalionie rozpoczął ppor. Artur Pepłowski.
Batalion obchodził swoje święto 20 lipca, w rocznicę bitwy pod Lissą stoczonej w 1866.

## Komendanci batalionu
- ppłk Joseph Röhn von Vrbas (od 1909[4])
- ppłk Hugo Müller (1914[5])